# ミューチュアリー・プロテクティッド・オクルージョン
ミューチュアリー・プロテクティッド・オクルージョン (Mutually protected occlusion) とは、スタラードが提唱した理想咬合様式のことである。直訳すれば「相互保護咬合」となるが、一般には原語のまま呼ばれる。
ミューチュアリー・プロテクティッド・オクルージョンでは、咬頭嵌合している場合には臼歯が前歯にかかる力を抑制し、偏心運動時には前歯（犬歯）によって臼歯が離開して保護するという、相互に影響し合う咬合様式となる。
この咬合様式を受けて、1958年にダミコが犬歯誘導咬合を提唱した。現在では、犬歯誘導咬合と同意である場合が多いと言われる。